# Draba insularis
Draba insularis là một loài thực vật có hoa trong họ Cải. Loài này được Pissjauk mô tả khoa học đầu tiên năm 1966.